# Championnat National (Französisch-Guayana)
Das 1962 gegründete Championnat National ist die höchste Spielklasse des Fußballverbands von Französisch-Guayana.

## Aktuelle Saison
An der abgebrochen, doch gewerteten Saison 2019/20 nahmen die folgenden 12 Mannschaften teil:
- AJ Saint-Georges
- AS Etoile Matoury
- ASC Agouado (Meister)
- ASC Le Geldar
- ASC Rémire
- ASU Grand Santi
- CSC de Cayenne
- Kourou FC
- Olympique de Cayenne (Aufsteiger)
- Oyapock FC
- SC Kouroucien
- US Matoury

## Alle Meister
| - 1963: Racing Club Cayenne - 1963: unbekannt - 1964: unbekannt - 1965: AJ Saint-Georges - 1965–1974: unbekannt - 1975: USL Montjoly - 1976: USL Montjoly - 1977: AS Club Colonial - 1978: AS Club Colonial - 1979: AS Club Colonial - 1980: unbekannt - 1981: unbekannt - 1982: USL Montjoly - 1983: AJ Saint-Georges - 1984: AJ Saint-Georges - 1985: ASC Le Geldar - 1986: ASL Sport Guyanais - 1987: unbekannt - 1988: ASC Le Geldar | - 1989: ASC Le Geldar - 1980: SC Kouroucien - 1991: AS Club Colonial - 1992: AS Club Colonial - 1993: US Sinnamary - 1994: US Sinnamary - 1995: AS Jahouvey - 1996: CSC de Cayenne - 1997: US Sinnamary - 1998: AS Jahouvey - 1999: AJ Saint-Georges - 2000: AJ Saint-Georges - 2001: ASC Le Geldar - 2002: AJ Saint-Georges - 2003: US Matoury - 2004: ASC Le Geldar - 2005: ASC Le Geldar - 2006: US de Matoury - 2007: US Macouria | - 2008: ASC Le Geldar - 2009: ASC Le Geldar - 2010: ASC Le Geldar - 2011: US Matoury - 2012: US Matoury - 2013: ASC Le Geldar - 2014: US Matoury - 2015: CSC de Cayenne - 2016: US Matoury - 2017: US Matoury - 2018: ASC Le Geldar - 2019: ASC Agouado - 2020: Olympique de Cayenne - 2021: abgebrochen |

## Anzahl der Titel
| Verein                       | Stadt           | Titel | letzter Titel |
| ---------------------------- | --------------- | ----- | ------------- |
| ASC Le Geldar                | Kourou          | 11    | 2018          |
| AS Club Colonial/CSC Cayenne | Cayenne         | 7     | 2015          |
| US Matoury                   | Matoury         | 7     | 2017          |
| AJ Saint-Georges             | Cayenne         | 6     | 2002          |
| US Sinnamary                 | Sinnamary       | 3     | 1997          |
| USL Montjoly                 | Remire-Montjoly | 3     | 1982          |
| AS Jahouvey                  | Mana            | 2     | 1998          |
| Olympique de Cayenne         | Cayenne         | 1     | 2020          |
| ASC Agouado                  | Apatou          | 1     | 2019          |
| US Macouria                  | Macouria        | 1     | 2007          |
| SC Kouroucien                | Kourou          | 1     | 1990          |
| ASL Sport Guyanais           | Cayenne         | 1     | 1986          |
| Racing Club Cayenne          | Cayenne         | 1     | 1963          |